# Mostafa Czamran

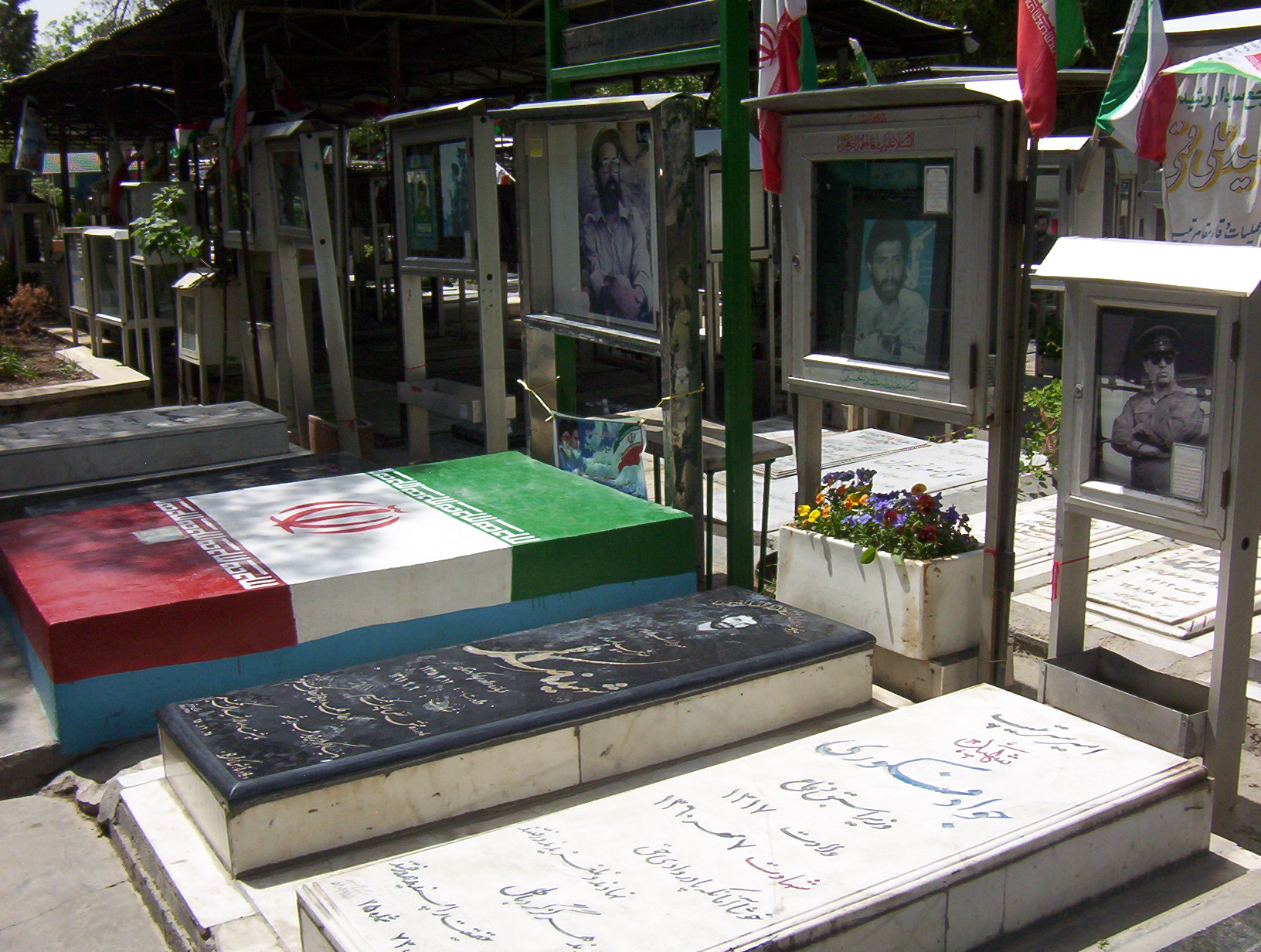
Grób Czamrana na cmentarzu Beheszt-e Zahra w Teheranie

Mostafa Czamran (pers. ‏مصطفٰی چمران‎; ur. 8 marca 1932 w Teheranie, zm. 21 czerwca 1981) – irański fizyk i wojskowy, pierwszy głównodowodzący Korpusu Strażników Rewolucji Islamskiej.

## Życiorys
Pochodził z głęboko religijnej szyickiej rodziny. Jako nastolatek uczył się w szkole koranicznej pod kierunkiem ajatollaha Mahmuda Taleghaniego oraz Mortezy Motahhariego. Następnie ukończył studia w zakresie elektromechaniki na Uniwersytecie Teherańskim, działając równocześnie w studenckiej organizacji muzułmańskiej. Uczestniczył w ruchu protestu przeciwko zorganizowanemu przez CIA przewrotowi, wskutek którego obalony został rząd Mohammada Mosaddegha. Dzięki stypendium wyjechał na dalsze studia do Stanów Zjednoczonych. Ukończył studia magisterskiej (master of sciences) na Texas A&M University, zaś w 1963 obronił doktorat w zakresie inżynierii elektrycznej i fizyki plazmy na University of California. Następnie pracował w Bell Labs oraz Laboratorium Napędu Odrzutowego NASA. W Stanach Zjednoczonych organizował koła islamskie dla irańskich studentów. 
Był członkiem Ruchu na rzecz Wolności Iranu kierowanego przez Mehdiego Bazargana. W 1963 porzucił pracę w USA, by włączyć się w organizację partyzantki, która miałaby następnie obalić rządy szacha Mohammada Rezy Pahlawiego. W 1970 na zaproszenie przywódcy libańskich szyitów Musy as-Sadra wyjechał do Libanu i stanął na czele szkoły technicznej, w której w rzeczywistości prowadzono kursy polityczne, ideologiczne i wojskowe dla szyickiej młodzieży. Czamran nawiązał również współpracę z Organizacją Wyzwolenia Palestyny. Wspólnie z as-Sadrem tworzył organizację partyzancką Amal i razem z nią brał udział w wojnie domowej w Libanie.
Po sukcesie irańskiej rewolucji islamskiej Czamran przybył do Teheranu i wszedł do rządu Mehdiego Bazargana jako wiceminister ds. rewolucyjnych. Następnie został ministrem obrony i deputowanym do pierwszego porewolucyjnego parlamentu.  Opowiadał się za dalszym wspieraniem szyickich partyzantów w Libanie przez Iran, czemu sprzeciwiała się część doradców przywódcy rewolucji ajatollaha Ruhollaha Chomejniego. 
Po utworzeniu, na rozkaz Chomejniego, Korpusu Strażników Rewolucji Islamskiej został jego pierwszym komendantem. Po wybuchu wojny iracko-irańskiej udał się do Ahwazu, by tam organizować ruch partyzancki. Zginął w niejasnych okolicznościach w okolicach wioski Dehlawije. 
Jego imieniem nazwano szereg ulic i placów w Iranie, Czamran został również patronem Uniwersytetu Teherańskiego.
Mostafa Czamran jest głównym bohaterem filmu Ebrahima Hatamikii pt. Cze z 2014. Tytuł filmu odnosi się do pierwszej litery jego nazwiska.